# La farfalla degli abissi
La farfalla degli abissi (titolo originale Le papillon des abîmes) è un romanzo fantastico  per ragazzi del 2003, terzo libro della serie Peggy Sue e gli invisibili, scritta originariamente in lingua francese dall'autore Serge Brussolo.

## Trama
A Shaka Kandarek, lo strano paese in cui vive nonna Katy, dove i gatti assorbono le preoccupazioni degli uomini e i loro mantelli ne assorbono le fatiche, succedono cose più strane del solito. 
L'immensa farfalla che vola sopra la città e che regala un poco di felicità a chi riesce a stare sotto la sua ombra, è minacciata da esseri malvagi che abitano sulle nuvole: non appena la farfalla, normalmente invisibile, torna visibile per riprendere le forze, questi esseri la bombardano di fulmini da loro fabbricati che, una volta caduti a terra, si solidificano e divengono oro.
Peggy Sue salirà quindi sulle nuvole e farà esplodere la fornace degli esseri malvagi, che si riveleranno essere gli invisibili. Ma la farfalla, spaventata dall'esplosione, si getterà nel vulcano che porta al centro della terra, dove tutto vive in funzione dei suoi umori... cosa succederà quando gli abitanti del villaggio discesi al centro della terra guasteranno con una caccia forsennata l'umore della farfalla? E come Peggy Sue potrà salvare l'animale millenario e tutta la popolazione da un freddo che congela persino il tempo e le parole?

## Edizioni
- Serge Brussolo, Peggy Sue e gli invisibili: La farfalla degli abissi, traduzione di Andrea Grechi, collana Ragazzi, Fanucci, 2003,  p. 320.